# زنبورک در گام مینور
زنبورک در گام مینور نام فیلم مستندی است ساختهٔ مریم سپهری که به گوشه‌ای از زندگی حمید نفیسی، مؤلف دورهٔ چهارجلدی «تاریخ اجتماعی سینمای ایران» می‌پردازد. این فیلم در دهمین جشن مستقل سینمای مستند ایران، در مرداد ۱۳۹۷، «تندیس بهترین کارگردانی فیلم مستند بلند» و «تندیس بهترین موسیقی» را از آنِ خود کرد.
سپهری دربارهٔ انتخاب این نام برای فیلمش گفته‌است: «به‌نوعی با شنیدن این عنوان تعبیر دوپهلو به ذهن می‌رسد، از سویی در اینجا با آوردن زنبورک مفاهیمی مثل صمیمیت، نزدیکی و احساسی بودن این ساز مد نظر بود، مفاهیمی با درون‌مایه اصلی فیلم که پرداختن به درونیات و وجهه واقعی، انسانی و عاطفی استاد نفیسی نسبت به خانواده، زبان و وطن است، هم‌خوانی دارد؛ از سویی دیگر گام مینور در موسیقی فضای اندوه، نوستالژی و دوری را تداعی می‌کند و در واقع هدف من این بود که هر دو این مفهوم را به تصویر بکشم تا هم به درونیات ایشان نزدیک شویم و هم اندوهی که به‌واسطه دوری از ایران احساس می‌کند را دریافت کنیم.»
«زنبورک در گام مینور» که در قالب مستندهای پرتره ارائه شده، به روایتی «پرتره‌ای کمتر رئالیستی و بیشتر امپرسیونیستی» است. از ویژگی‌های دیگر این مستند، نشان دادن حمید نفیسی به‌عنوان نمونه و مثالی از یک مفهوم گسترده‌تر است، یعنی جمعیت پرشماری که با موضوع مهاجرت درگیرند. مجید اسلامی، منتقد سینما، در این باره گفته‌است: «من به عنوان یکی از مخاطبان چنین موضوعی، در آینهٔ این فیلم خودم را دیدم که شاید اگر مهاجرت را به ماندن در وطن ترجیح داده بودم، الآن چه وضعیتی داشتم. به نظر می‌رسد اندوهی که بر سرتاسر فیلم سایه انداخته و در لایه‌های پنهان آن نفوذ کرده، در تضاد با موفقیت چشم‌گیر و خیره‌کنندهٔ دکتر نفیسی در خارج از کشور قرار دارد و از این نظر می‌توان گفت پیچیدگی احساس فیلم در تضاد با ابراز رضایت سوژهٔ فیلم از وضعیت و زندگی فعلی خود قرار گرفته‌است. موضوعی که مهم‌ترین و کلیدی‌ترین نکتهٔ مستند مورد بحث به‌شمار می‌آید.»
یکی دیگر از ویژگی‌های این مستند بیوگرافیک نشان دادن این است که «چطور حمید نفیسی در غربت و دور از وطن در ارتباطی مدام و ناگسستنی با سرزمینش به سر می‌برد و در راه والایی و ماندگاری فرهنگ مادری‌اش می‌کوشد.» در جایی دیگر به این موضوع اشاره شده‌است که مریم سپهری تأثیر حوادث تاریخی پیش و پس از انقلاب اسلامی ایران را بر زندگی نسلی از ایرانیانی بررسی کرده‌است که کودکی خود را در ایران و بزرگسالی را در تبعید طی کرده‌اند.